# Бор (присілок, Бокситогорський район)
Бор (рос. Бор) — присілок Бокситогорського району Ленінградської області Росії. Входить до складу Борського сільського поселення.
Населення — 1 703 особи (2012 рік).

## Населення
| 1910  | 1990  | 1997  | 2007  | 2010  | 2013  | 2014  |
| ----- | ----- | ----- | ----- | ----- | ----- | ----- |
| 99    | ↗2042 | ↘1950 | ↘1711 | ↘1611 | ↗1723 | ↗1734 |
| 2017  |       |       |       |       |       |       |
| ↘1690 |       |       |       |       |       |       |